# 长臂猿
長臂猿科（学名：Hylobatidae）也称小型猿类（英語：lesser ape），哺乳綱靈長目的一科，传统分类法只包括长臂猿属一属，現今根據其遺傳演化之間的時間，可分为四属20种，分别为：长臂猿属（44对）、白眉长臂猿属（38对）、冠长臂猿属(52对)和合趾猿属（50对）。其分佈範圍東起中國雲南、广西、海南省，西至印度阿薩姆邦以及整個東南亞地區。棲地形態從一般熱帶雨林至常綠闊葉林不等，海拔範圍可至2700公尺（中國雲南省）。

## 习性
长臂猿善鸣。
產於亞洲，無尾，手腕關節靈活，擅於作手臂渡越的動作，動作快速靈巧，有森林特技家的美譽。

## 古籍中的描述

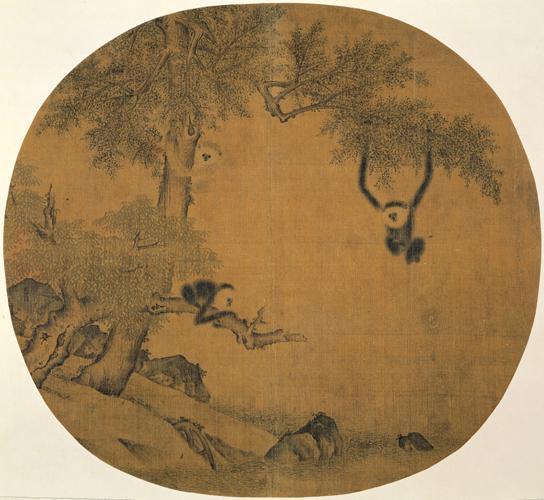
北宋易元吉《乔柯猿挂》扇面画

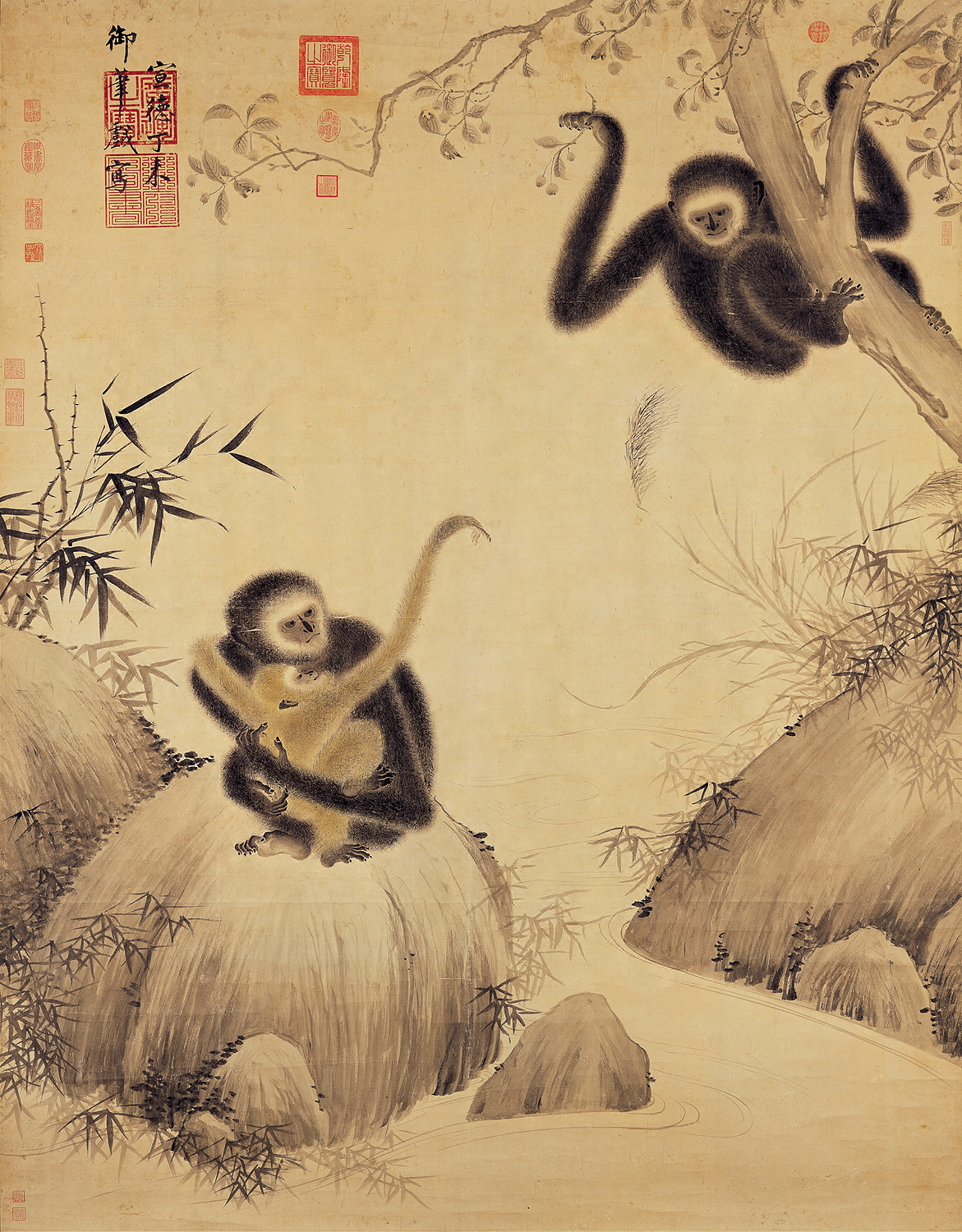
明宣宗《戲猿圖》

- 朝辞白帝彩云间，千里江陵一日还。两岸猿声啼不住，轻舟已过万重山。- 唐·李白《早发白帝城》。白帝城在今重庆市奉节县城东瞿塘峡口，江陵在今湖北江陵县。从白帝城到江陵约一千二百里，其间包括七百里三峡，由诗中可见，唐时两岸山林中长臂猿颇多。
- 自三峡七百里中，两岸连山，略无阙处。重岩叠嶂，隐天蔽日，自非亭午夜分，不见曦月。至于夏水襄陵，沿泝阻绝。或王命急宣，有时朝发白帝，暮到江陵，其间千二百里，虽乘奔御风，不以疾也。春冬之时，则素湍绿潭，回清倒影。绝巘多生怪柏，悬泉瀑布，飞漱其间，清荣峻茂，良多趣味。每至晴初霜旦，林寒涧肃，常有高猿长啸，属引凄异，空谷传响，哀转久绝。故渔者歌曰：“巴东三峡巫峡长，猿鸣三声泪沾裳。” - 北魏·郦道元《水经注》卷三四《江水》